# Organogélateur
Les organogélateurs sont des petites molécules organiques capables de gélifier toutes sortes de solvants organiques même à des concentrations massiques relativement faibles (moins de 1 % en masse). 

## Interactions moléculaires
Pour qu’une aussi petite quantité de molécules puisse former un gel, l’enthalpie des interactions entre organogélateurs doit être assez stabilisante pour balancer la diminution de l’entropie qui accompagne la réduction des degrés de liberté du système. Dans les liquides organiques les forces attractives sont principalement les interactions dipolaires  et, si les organogélateurs le permettent, peuvent entrer en jeu les forces de Van der Waals, les interactions π, les forces solvophobes, ainsi que les liaisons hydrogène intra ou intermoléculaires.
Un groupe important d’organogélateurs utilise les liaisons H comme force motrice de l’auto-assemblage supramoléculaire ; en font partie les amides, les urées, les dérivés peptidiques, les pepsipeptides ou les structures peptidomimétiques, sucres et alcools. Ces molécules peuvent être vues comme des systèmes à deux acteurs : une partie donneuse de liaisons H responsable de la cohésion de la supra-structure et une partie qui favorise la solubilité de la molécule et l’unidirectionnalité des liaisons, et empêche sa cristallisation. Cependant une molécule possédant un ou plusieurs groupements amide n’est pas obligatoirement un organogélateur et inversement, d’autres interactions peuvent entrer en jeu comme il a été dit plus haut. C’est le cas par exemple des stéroïdes, cholestérol et dérivés, dérivés aromatiques, et même des molécules plus simples telles que des alcanes ou alcanes semi-fluorés.
Malgré ces assertions il est toujours très difficile de prévoir si une molécule est un organogélateur et quel liquide organique elle peut gélifier, pour cause, l’absence à ce jour de relation structure/activité. Des variations très subtiles de la structure d’un gélateur peuvent se traduire par un changement drastique de ses propriétés gélifiantes ou de la stabilité du gel.  Des organogélateurs sont découverts continuellement  mais sont souvent le fruit du hasard, ils n’en sont pas moins très nombreux et leur nombre croît d’année en année.